# Queensland Open 1985
Il Queensland Open 1985 è stato un torneo di tennis. Il torneo si è giocato a Brisbane in Australia dall'11 al 17 novembre 1985 su campi in erba.

## Campioni

### Singolare
Martina Navrátilová ha battuto in finale  Pam Shriver con il punteggio di 6–3, 7–5

### Doppio
Martina Navrátilová /  Pam Shriver hanno battuto in finale  Claudia Kohde Kilsch /  Helena Suková con il punteggio di 6–4, 6–7, 6–1